# مارتن ستيل
مارتن ستيل (بالإنجليزية: Martin Steele) هو منافس ألعاب قوى بريطاني، ولد في 30 سبتمبر 1962.

## وصلات خارجية
- مارتن ستيل على موقع الاتحاد الدولي لألعاب القوى (الإنجليزية)